# Réplique (sismologie)
Pour les articles homonymes, voir Réplique.

Les répliques selon les dates et les magnitudes du séisme de 2010 en Haïti.

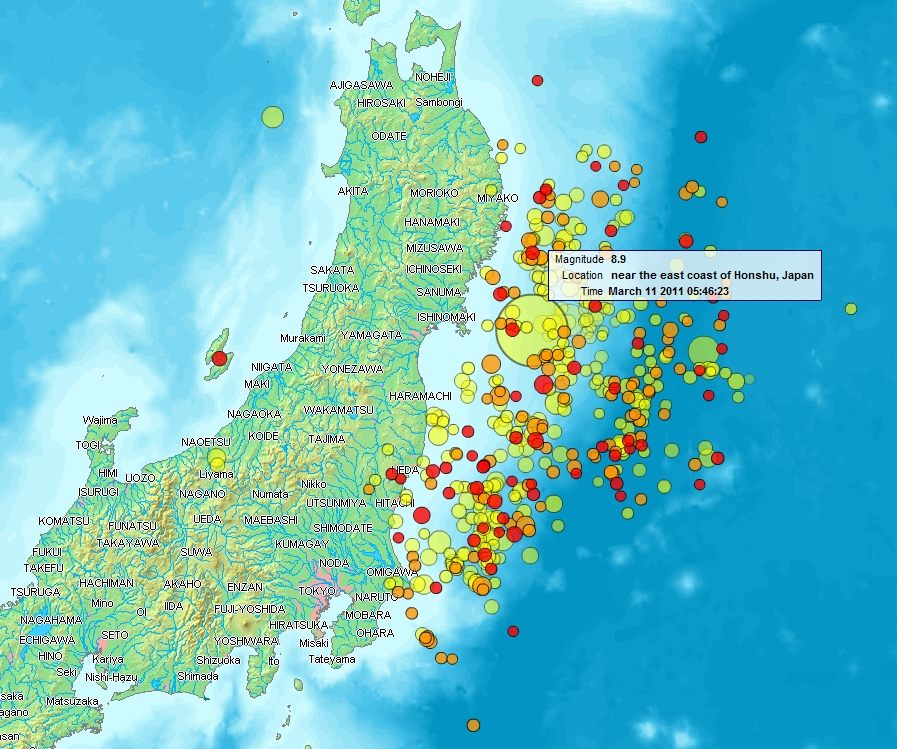
Carte de localisation des épicentres du séisme de 2011 de la côte Pacifique du Tōhoku et des répliques.

En sismologie, une réplique est un tremblement de terre qui a lieu après et à proximité d'un séisme majeur de plus forte magnitude.

## Caractéristiques
La rupture principale provoque une modification du champ de contrainte régional, qui induit des ruptures secondaires, de moindre énergie, mais qui peuvent aggraver certains dégâts et compliquer la gestion de crise et le travail des secours quand il est nécessaire.
La loi d'Omori décrit la décroissance du nombre de répliques au cours du temps. 